# محمد عباسي
محمد عباسي (بالفارسية: محمد عباسی) هو موظف مدني إيراني، ولد في 28 فبراير 1958 في مقاطعة غرغان في إيران.